# Mariaans honkbalteam

Vlag van de Noordelijke Marianen.

Het Mariaans honkbalteam is het nationale honkbalteam van de Noordelijke Marianen. Het team vertegenwoordigt de eilandengroep tijdens internationale wedstrijden.
Het Mariaans honkbalteam hoort bij de Oceanische Honkbal Confederatie (BCO). 